# Francia d'oltremare

La Francia e i suoi territori d'oltremare.

La Francia d'oltremare comprende i territori della Francia distanti dalla Francia metropolitana situata nel continente europeo. Oggi ci si riferisce ufficialmente ad essi con l'acronimo DROM-COM (Départements et Régions d'Outre-Mer et Collectivités d'Outre-Mer, in italiano: dipartimenti e regioni d'oltremare e comunità d'oltremare), anche se il vecchio nome di DOM-TOM (Départements d'Outre-Mer et Territoires d'Outre-Mer, in italiano: dipartimenti d'oltremare e territori d'oltremare) è ancora comunemente usato.
Resti dell'Impero coloniale francese (XVI-XVIII secolo e XIX-XX secolo), questi territori si trovano in America, Oceania, oceano Indiano e Antartide e sono soggetti a regimi amministrativi e legali molto diversi tra loro.
Con una superficie di 120369 km² (o 552528 km² compresa la Terra Adelia) e una popolazione di oltre 2,834 milioni di abitanti nel 2024, i territori d'oltremare rappresentano il 17,9% del territorio francese e il 4,1% della popolazione della Francia.

## Status
A livello amministrativo, la Francia d'oltremare è composta da:
- 5 dipartimenti d'oltremare (DOM, départements d'outre-mer), che corrispondono ad altrettante identiche regioni d'oltremare (ROM, Régions d'outre-mer)
- 5 collettività d'oltremare (COM, collectivités d'outre-mer)
- 1 territorio d'oltremare (TOM, territoire d'outre-mer)
- 1 collettività sui generis (collectivité sui generis)
- 1 proprietà demaniale dello Stato (propriété domaniale de l'État)

## Evoluzione
La revisione del 28 marzo 2003 della Costituzione francese e la legge del 21 febbraio 2007 hanno apportato alcune modifiche:
- il termine territorio d'oltremare (in francese territoire d'outre-mer) o TOM è stato abolito e sostituito dai dipartimenti d'oltremare (DOM) e dalle collettività d'oltremare (COM);
- il termine collettività d'oltremare (in francese collectivités d'outre-mer) o COM è utilizzato per designare alcuni territori della Repubblica francese il cui statuto è retto dall'articolo 74 della Costituzione. La loro lista raggruppa i vecchi TOM e le altre collettività territoriali a statuto particolare;
- Il termine collettività sui generis (in francese collectivité sui generis) è utilizzato per designare il nuovo status amministrativo della Nuova Caledonia (prima era un TOM), diverso da quello delle COM;
- Il termine territorio d'oltremare (in francese territoire d'outre-mer) o TOM si applicherebbe attualmente solo alle Terre Australi e Antartiche Francesi, ma dal febbraio 2007 le TAAF avrebbero assunto lo status di collettività sui generis[4];
- Secondo la legge 224/2007 Saint-Barthélemy e Saint-Martin da comuni di Guadalupa sono diventati collettività d'oltremare;
- Sempre secondo la suddetta legge le Isole Sparse dell'Oceano Indiano adesso costituiscono il 5º distretto delle Terre australi e antartiche francesi.

## Lista
I territori francesi d'oltremare si dividono nei dipartimenti e collettività abitative in maniera permanente e terre d'oltremare disabitate.
I territori francesi d'oltremare abitati sono 11; le Terre Australi e Antartiche sono presenziate per alcuni periodi tecnici, invece Clipperton è completamente disabitata.
| Nº | Nome                                            | Nome                                 | Nome | Codice INSEE | Statuto                                                              | Capoluogo                               | Sup. (km²) | Pop.   | Densità (ab./km²) | Suddivisioni                        | Fuso orario        | Statuto europeo               | Note |
| -- | ----------------------------------------------- | ------------------------------------ | ---- | ------------ | -------------------------------------------------------------------- | --------------------------------------- | ---------- | ------ | ----------------- | ----------------------------------- | ------------------ | ----------------------------- | --- |
| 1  |                                                 | Guadalupa                            |      | 971          | Dipartimento e regione d'oltremare                                   | Basse-Terre                             | 1629       | 394110 | 241,93            | Arrondissement, cantoni e comuni    | UTC-4              | Regioni ultraperiferiche      | Territorio delle Antille |
| 2  |                                                 | Martinica                            |      | 972          | Dipartimento e regione d'oltremare                                   | Fort-de-France                          | 1128       | 376480 | 333,76            | Arrondissement, cantoni e comuni    | UTC-4              | Regioni ultraperiferiche      | Territorio delle Antille |
| 3  |                                                 | Guyana Francese                      |      | 973          | Dipartimento e regione d'oltremare                                   | Caienna                                 | 86504      | 269352 | 3,11              | Arrondissement, cantoni e comuni    | UTC-3              | Regioni ultraperiferiche      | Territori sudamericani |
| 4  |                                                 | La Riunione                          |      | 974          | Dipartimento e regione d'oltremare                                   | Saint-Denis                             | 2512       | 852924 | 339,54            | Arrondissement, cantoni e comuni    | UTC+4              | Regioni ultraperiferiche      | Isola che si trova nell'oceano Indiano, sulla placca africana. |
| 5  |                                                 | Mayotte                              |      | 976          | Dipartimento e regione d'oltremare                                   | Mamoudzou                               | 374        | 256518 | 685,88            | Cantoni e comuni                    | UTC+3              | Regioni ultraperiferiche      | Isola che si trova nell'oceano Indiano (canale del Mozambico), sulla placca africana. Dal 31 marzo 2011, grazie al referendum (approvato col 95,2% di voti favorevoli) del 29 marzo 2009, Mayotte è il 101º dipartimento francese. |
| 6  |                                                 | Saint-Pierre e Miquelon              |      | 975          | Collettività d'oltremare                                             | Saint-Pierre                            | 242        | 6008   | 25,12             | Comuni                              | UTC-3              | Paesi e territori d'oltremare | Isola dell'oceano Atlantico a sud di Terranova nel sud-est del Canada. |
| 7  |                                                 | Saint-Barthélemy                     |      | 977          | Collettività d'oltremare                                             | Gustavia                                | 25         | 9793   | 391,72            | Quartieri                           | UTC-4              | Paesi e territori d'oltremare | Territorio delle Antille, separato da Guadalupa il 22 febbraio 2007. |
| 8  |                                                 | Saint-Martin                         |      | 978          | Collettività d'oltremare                                             | Marigot                                 | 53         | 35746  | 674,45            |                                     | UTC-4              | Regioni ultraperiferiche      | Territorio delle Antille, separato da Guadalupa il 22 febbraio 2007. |
| 9  | Terre Australi e Antartiche Francesi (bandiera) | Terre Australi e Antartiche Francesi |      | 984          | Territorio d'oltremare                                               | Amministrato dal comune di Saint-Pierre | 439672     | 196    | 0,001             | Distretti                           | UTC+3, +4, +5, +10 | Paesi e territori d'oltremare | Isole del canale del Mozambico, dell'oceano Indiano e Terra Adelia in Antartide. |
| 10 |                                                 | Wallis e Futuna                      |      | 986          | Collettività d'oltremare                                             | Mata-Utu                                | 140        | 11558  | 82,56             | Circoscrizioni (regni tradizionali) | UTC+12             | Paesi e territori d'oltremare | Isole vulcaniche tropicali che si trovano nella parte sud dell'oceano Pacifico, fra le isole Figi e Samoa. |
| 11 | Polinesia francese (bandiera)                   | Polinesia Francese                   |      | 987          | Collettività d'oltremare                                             | Papeete                                 | 4200       | 275918 | 65,69             | Circoscrizioni e comuni             | UTC-10, -9:30, -9  | Paesi e territori d'oltremare | Arcipelaghi dell'Oceano Pacifico, a circa 6000 km a est dell'Australia. |
| 12 |                                                 | Nuova Caledonia                      |      | 988          | Collettività sui generis                                             | Numea                                   | 18575      | 268767 | 14,46             | Province e comuni                   | UTC+11             | Paesi e territori d'oltremare | Isole a circa 1500 km a est della costa australiana, nella zona sud-occidentale dell'oceano Pacifico. |
| 13 | Francia (bandiera)                              | Clipperton                           |      | 989          | Proprietà demaniale dello Stato gestita dal Ministero dell'Oltremare |                                         | 7          | 0      | 0                 |                                     | UTC-8              | Territorio speciale           | Atollo francese situato nell'oceano Pacifico, a 1280 km a ovest del Messico. |

## Storia
La Francia d'oltremare designa innanzitutto i territori dell'ex impero coloniale francese.
Le isole francesi delle Antille, la Guyana francese, La Riunione e Saint-Pierre e Miquelon fecero parte del primo impero coloniale francese. Durante il XIX secolo, il Regno di Francia colonizzò nuovi territori in Africa, nel sud-est asiatico e in Oceania. All'interno di questo secondo impero coloniale, esistettero vari statuti: dipartimenti dell'Algeria, colonia, protettorato, a cui si aggiunsero i mandati ricevuti dalla Società delle Nazioni, principalmente nel Vicino Oriente. In alcuni ex possedimenti (Antille francesi e Riunione), gli abitanti avevano automaticamente accesso alla cittadinanza francese, mentre altrove la sua acquisizione era difficile e gli abitanti soggetti alla legge dell'indigénat.
Dal 1920, Jean Ralaimongo (nazionalista malgascio, esponente di spicco del movimento nazionale malgascio Vy Vato Sakelika (VVS, "ferro, pietra, contatti"), presidente della Lega francese per l'adesione dei nativi del Madagascar ai diritti dei cittadini francesi, e volontario durante la prima guerra mondiale) fu il primo a rivendicare lo status di dipartimento d'oltremare: egli guidò la campagna a favore della parità di diritti per il Madagascar in quanto voleva vedere il Madagascar diventare parte a tutti gli effetti della Francia e vedeva la naturalizzazione dei suoi concittadini come un percorso progressivo da seguire. Sosteneva la creazione di un "dipartimento francese del Madagascar" e la concessione della cittadinanza francese a tutta la popolazione malgascia, allo stesso modo di qualsiasi persona nata sul territorio nazionale.
Alla fine della seconda guerra mondiale (durante la quale il controllo dei possedimenti francesi d'oltremare ebbe un ruolo importante), lo stato dell'impero coloniale francese cambiò prima che finisse per scomparire. La legge di dipartimentalizzazione del marzo 1946 trasformò in dipartimenti francesi le colonie di Guadalupa, Martinica, La Riunione e Guyana francese, così che vi furono da allora applicate le leggi e i decreti già in vigore nella Francia metropolitana.
La Costituzione della Quarta Repubblica del dicembre 1946 creò l'Unione francese. Le colonie divennero territori d'oltremare; la metropoli e i dipartimenti d'oltremare (Algeria, Guadalupa, Martinica, La Riunione, Guyana francese) favevano parte della Repubblica francese, mentre i protettorati divennero Stati associati (molti dei quali presto indipendenti). Con la Quinta Repubblica venne creata nel 1958 la Comunità francese, che durò solo fino al 1961. Quando la Costituzione fu messa in atto, l'articolo 76 offrì a ogni TOM la scelta tra:
- mantenere il suo status di territorio;
- lasciare la Repubblica francese diventando uno stato membro della Comunità (vale a dire guadagnando autonomia).

Il Gabon scelse di diventare un dipartimento d'oltremare, ma venne dissuaso da Charles de Gaulle e dal suo ministro per l'Oltremare, Bernard Cornut-Gentille. La maggior parte dei territori divennero Stati membri della Comunità prima di diventare finalmente indipendente nel 1960. Alcuni scelsero di mantenere lo status di territorio d'oltremare: Nuova Caledonia, Polinesia francese, Terre Australi e Antartiche Francesi, Saint-Pierre e Miquelon, la Costa francese dei somali e le Comore. A seguito di un referendum nel 1959, Wallis e Futuna scelsero di porre fine al protettorato e divennero territorio d'oltremare nel 1961. A seguito di un referendum, le Comore divennero indipendenti nel 1975, tranne l'isola di Mayotte, che votò per rimanere francese. La costa somala, ribattezzata Territorio francese degli Afar e degli Issa, divenne indipendente nel 1977. La legge del 24 dicembre 1976 rese Mayotte una "collettività territoriale all'interno della Repubblica francese". Saint-Pierre e Miquelon divennero un dipartimento d'oltremare nel 1976, poi trasformato in una collettività a statuto particolare da una legge dell'11 giugno 1985.
Negli anni Ottanta, la Nuova Caledonia conobbe violenti disordini che culminarono nella presa degli ostaggi di Ouvéa da parte di 33 uomini del FLNKS. Gli accordi di Matignon del 1988, convalidati dal referendum, hanno portano la pace: la Nuova Caledonia è stata divisa in province dotate di importanti poteri, con l'impegno di organizzare un referendum sull'autodeterminazione. Gli accordi di Nouméa posticipano la data del referendum: la Nuova Caledonia diventa una collettività con uno status speciale regolato da specifiche disposizioni della Costituzione. La legge organica relativa alla Nuova Caledonia del 1999 organizza le istituzioni della collettività e le consente di adottare le cosiddette lois du pays ("leggi del paese") con valore quasi legislativo.
Nel 2001 Mayotte è divenuta una "collettività dipartimentale".
La revisione costituzionale del 28 marzo 2003 ha abolito il concetto di territorio d'oltremare e ha creato due categorie legali per la Francia d'oltremare, oltre allo status specifico della Nuova Caledonia.
- I dipartimenti e le regioni d'oltremare (DROM) sono regolati dall'articolo 73 della Costituzione che stabilisce che "le leggi e i regolamenti [lì] sono automaticamente applicabili" ma che gli adattamenti sono possibili a causa di "caratteristiche e vincoli specifici "di questi territori. L'articolo prevede inoltre che il consiglio dipartimentale e il consiglio regionale di una DROM possano unirsi per formare una singola comunità.
- Le collettività d'oltremare (COM) sono regolate dall'articolo 74 della Costituzione che stabilisce che lo statuto di ciascuna COM è fissato da una legge organica che prevede in particolare "le condizioni alle quali le leggi e i regolamenti sono lì applicabili".

Questa riforma costituzionale, così come il regime legislativo e l'organizzazione delle Terre Australi e Antartiche Francesi, è stata fissata dalla legge.
Nel 2004, la Polinesia francese ha ricevuto un nuovo statuto in sostituzione di quello della TOM nel 1996. La Polinesia francese è qualificata come "Paese d'oltremare all'interno della Repubblica" governato dall'articolo 74 della Costituzione, a cui è consentito di adottare loi du pays con valore di regolamenti.
Nel 2007, i comuni di Saint-Barthélemy e Saint-Martin sono stati staccati dal dipartimento e regione della Guadalupa per formare due nuove collettività d'oltremare. Lo statuto di Mayotte e Saint Pierre e Miquelon è stato incluso in quelle delle Collettività d'oltremare.
Nel 2009, gli elettori di Mayotte hanno scelto per referendum di diventare una DROM disciplinata dall'articolo 73. Nel 2011 è stata creata un'unica autorità locale che esercita i poteri di un dipartimento e una regione d'oltremare con il nome di "Dipartimento di Mayotte".
Nel 2010, la Guyana francese e la Martinica hanno rifiutato con il referendum di diventare collettività d'oltremare (COM) ma hanno accettato la creazione di collettività territoriali uniche che raggruppano regione e dipartimento, ma sono ancora soggette all'articolo 73 della Costituzione. I territori francesi d'oltremare sono caratterizzati da una notevole distanza dalla Francia metropolitana: le Antille francesi sono quindi 6800 km da Parigi, la Polinesia francese a 16000 km, la Nuova Caledonia a 16800 km. A ciò si può aggiungere una distanza dai partner economici più vicini (ad esempio Papeete è 5700 km dall'Australia).

## Geografia
I territori della Francia d'oltremare sono caratterizzati dalla loro insularità, ad eccezione della Guyana francese. Tuttavia, quest'ultimo, è isolato dal resto del Sud America dato che si trova tra l'oceano Atlantico e l'Amazzonia.
Questi fattori consentono tuttavia alla Francia di avere una zona economica esclusiva (ZEE) di oltre 11 milioni di km², la seconda al mondo dopo quella degli Stati Uniti. Inoltre, dal 2015, ulteriori 579000 km² di piattaforma continentale possono essere sfruttati esclusivamente dalla Francia nell'estensione della ZEE di diverse aree ultra-marine, ma non sono inclusi nella ZEE (nessun diritto esclusivo di sfruttamento delle risorse biologiche marine, come la pesca, ecc.).
Ad eccezione delle Terre australi e antartiche francesi e di Saint-Pierre e Miquelon, situate in zone a clima freddo, i territori d'oltremare si trovano in zone climatiche tropicali o equatoriali e sono soggetti a rischi naturali che possono essere significativi (cicloni, terremoti, vulcanismo).